# Huberht Hudson
Huberht Taylor Hudson (Islington, 17 settembre 1886 – Oceano Atlantico, 15 giugno 1942) è stato un esploratore, marinaio e militare britannico.
Secondo di sette figli, si arruola nella Royal Navy e viene scelto da Ernest Shackleton come ufficiale di rotta della nave Endurance per l'omonima spedizione.
Arrivato con i compagni sull'isola Elephant dopo il naufragio della nave rimane quasi sempre con Perce Blackborow nel rifugio improvvisato dall'equipaggio a causa di un esaurimento nervoso e di un ascesso ad una natica. Al ritorno in Inghilterra in piena prima guerra mondiale viene assegnato ad una Q boat per dar la caccia agli U-Boot tedeschi.
Durante la seconda guerra mondiale si trova con il grado di commodoro a bordo della HMS Eaglet quando la nave, al ritorno da Gibilterra, viene colpita da un siluro ed affonda. Hudson muore così il 15 giugno 1942.